# Phoneutria nigriventer
La araña bananera o errante del banano (Phoneutria nigriventer) es una especie de araña araneomorfa de la familia Ctenidae. Para algunos estudiosos es la araña más venenosa del mundo; es una gran araña errante de aspecto imponente y comportamiento agresivo.

## Descripción
Su longitud puede abarcar la palma de una mano. Tiene dos ojos grandes frontales y dos menores a cada lado, dos largos quelíceros de color rojizo pardo y patas algo gruesas y peludas.
Esta araña se alimenta de grillos y moscas, entre otros insectos, así como ranas arbóreas, lagartos y murciélagos.

## Ubicación
Se encuentra en Sudamérica, Brasil, norte de Argentina, Perú y Colombia. Esta araña resulta muy temida en las plantaciones bananeras, plataneras, puertos tropicales y barcos donde se embarca y, gracias a su capacidad nómada, aparece en lugares inesperados del orbe. Es una araña muy veloz que así mismo, puede permanecer más de una hora estática.

## Peligrosidad
Aunque la especie más tóxica es Phoneutria phera, que vive en las selvas entre Perú, Bolivia, Brasil, Venezuela, Colombia y Ecuador,  Phoneutria nigriventer es la que causa más accidentes por sus hábitos sinantrópicos. Esta última vive en los plantíos de plátano, por lo que cuando los recolectores hacen su trabajo pueden ser atacados. El veneno puede causar priapismo, taquicardia, edema pulmonar, convulsiones, trastornos del ritmo cardíaco y choque cardiogénico. La cantidad de veneno de P. nigriventer requerido para matar a un ratón de 20 gramos es de solo 6 μg por vía intravenosa y  de 134 μg por vía subcutánea, comparado con 110 μg y 200 μg respectivamente de la araña viuda negra.
Algunos de los efectos secundarios de su picadura son: pérdida del control muscular, dolor intenso, dificultad para respirar y si su víctima no es tratada con el anti-veneno, puede provocar la muerte debido a la falta de oxígeno; en general, en los seres humanos, su veneno tarda de 2 a 12 horas en provocar dicho efecto. También se ve un efecto secundario muy poco común que afecta a los hombres el cual consiste en producir erecciones (priapismo), que son provocadas por la toxina Tx2-6 o Tx2-5 que se encuentra en el veneno de esta araña. Esta toxina trae consigo una erección prolongada con duración mínima de cuatro horas, pero puede ser extendida. Esta erección puede dejar con problemas al hombre si no es tratada, y es sumamente dolorosa por el hecho de que en el pene se erectan solo los vasos cavernosos, dejando el glande blando, lo que produce en sí un dolor insoportable y peligroso. Aun así, gracias a este descubrimiento, científicos brasileños esperan fabricar medicamentos a partir de esta toxina para ayudar a los hombres que sufran de disfunción eréctil.